# Musaranya nanilla
La musaranya nanilla (Crocidura nanilla) és una espècie de musaranya que es troba a Guinea, Kenya, Mauritània, el Senegal, Tanzània i Uganda.